# Métoposcopie

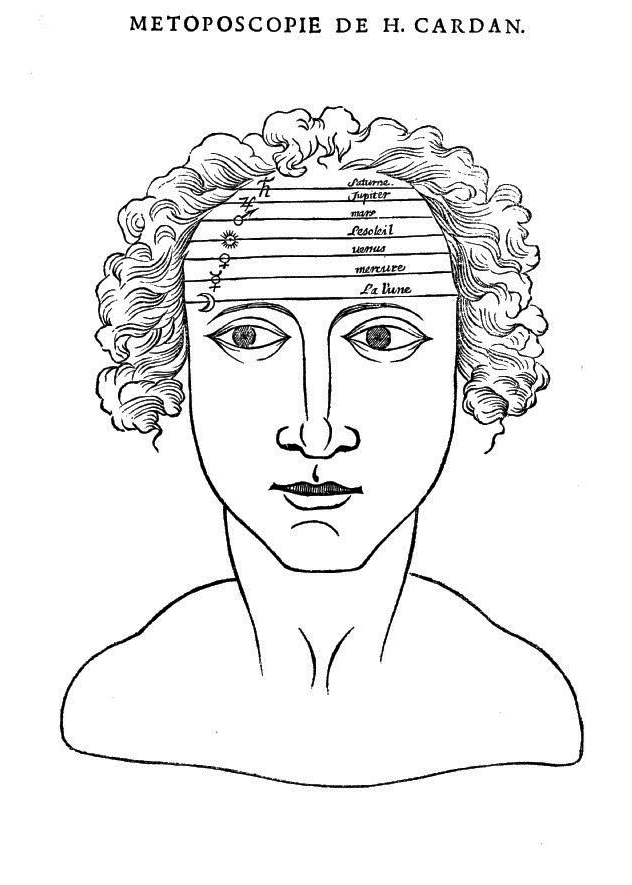
Les lignes du front en relation avec les astres selon Jérôme Cardan

La métoposcopie, terme construit à partir du grec ancien μέτωπο [metôpos] « front » et de σκοπεῖν [skopein], « observer, examiner » est une forme de divination dont le but est de prédire la personnalité, le caractère et le destin du sujet observé, en analysant le dessin des lignes, rides et marques de son front.

« La métoposcopie regardant seulement le front avec jugement aigu & docte expérience se vante sentir de loing les commencements, progrès et issues, des hommes ou de leurs actions, & se dit nourrie pareillement de l'astrologie. »

— Corneille Agrippa (1609)

## Historique
Cette méthode a été imaginée par le physicien et astrologue italien Jérôme Cardan (1501-1576) qui l'a décrite dans son ouvrage en latin De metoposcopia rédigé au milieu du XVIe siècle, probablement en  1558, et publié en français un siècle plus tard. Il inspira d'autres auteurs tels que Samuel Fuchs en 1605, Johannes Praetorius alias Johann Richter (1537-1616) ou Giovanni Antonio Magini (1655-1617) qui écrivit un ouvrage sur le même thème, publié à Venise en 1654, sous le pseudonyme de Cero Spontini.

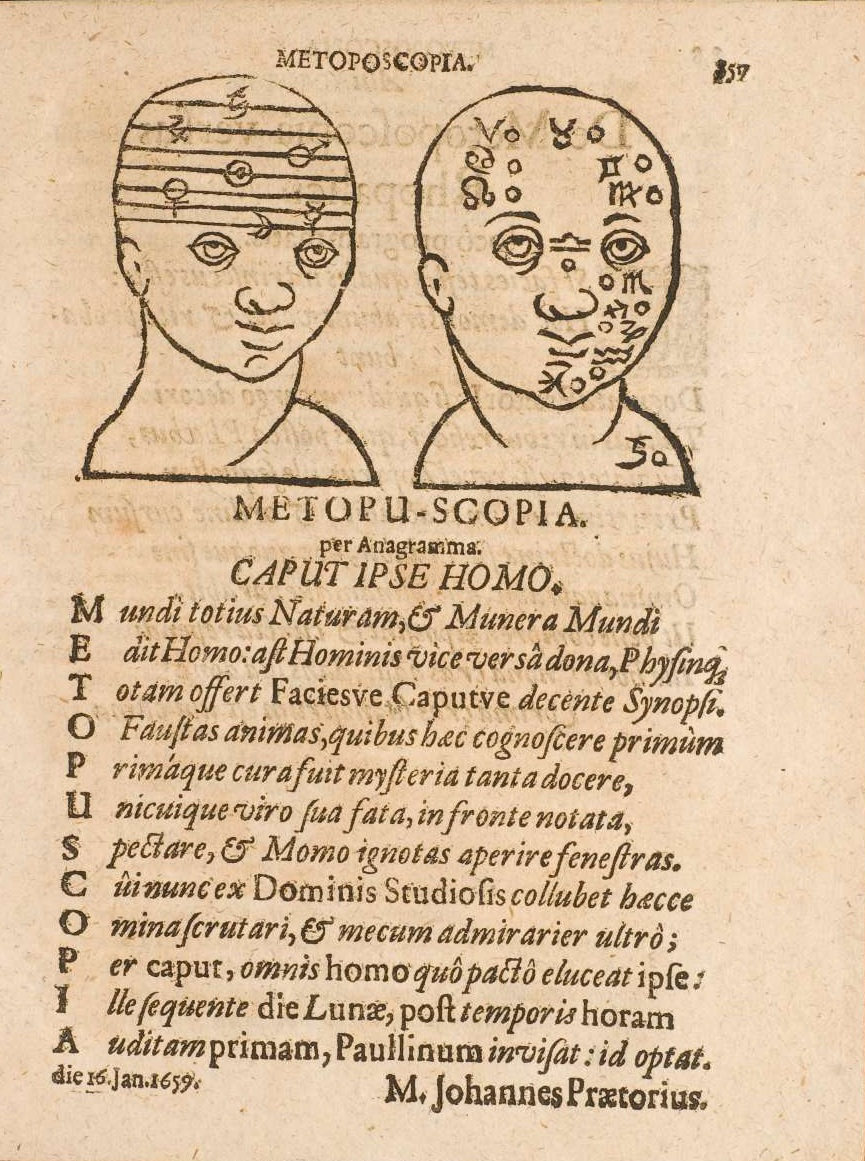
Johannes Praetorius.
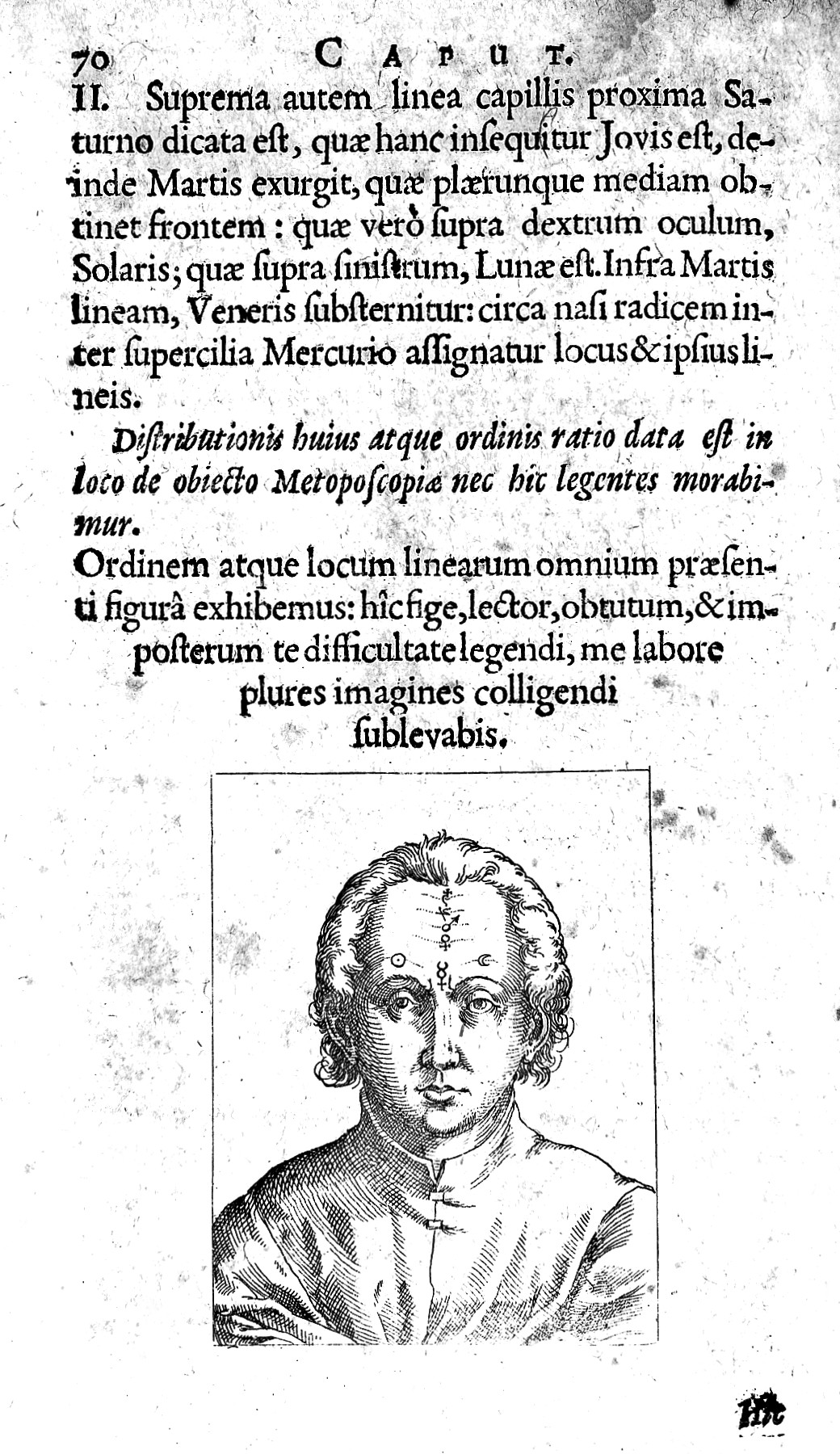
Samuel Fuchs.

## Description
Les différents auteurs établissent des liens entre les lignes apparaissant sur le front et l'influence astrologique des sept astres connus à l'époque : « ...car toutes les promesse de cette science [sic] sont fondés sur l'empire et sur la direction que les planètes ont sur certaines parties du visage... ». Cardan détermine sept lignes parallèles, allant en descendant de Saturne (♄), Jupiter (♃), Mars (♂), Le soleil (☉), Vénus (♀), Mercure (☿) et la Lune (☽). Un siècle après lui, Marin Cureau de La Chambre considère que les trois derniers astres se situent sur une même ligne située au-dessus des sourcils, Vénus au-dessus du sourcil gauche, Mercure du droit et la Lune entre les deux.

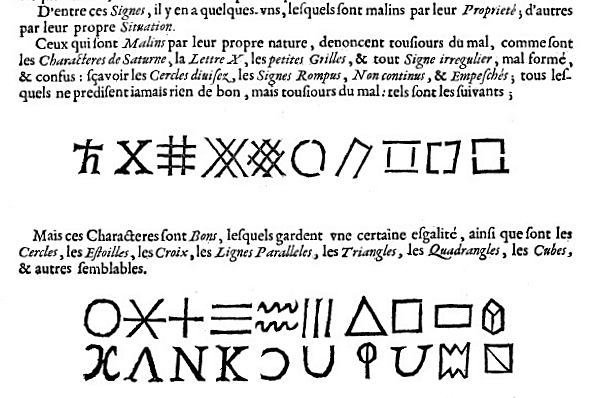
Signes associés aux lignes selon Jérôme Cardan

Pour Cardan, l'examen de ces lignes est le prétexte à de multiples spéculations : si elles sont nombreuses et mal conditionnées, elle prédiraient une vie ennuyeuse, misérable et laborieuse alors que si elles sont en petit nombre, elles présageraient d'une vie juste, tranquille et exempte d'affaires fâcheuses. Leur longueur déterminerait la durée des effets et leur grosseur, leur puissance ou leur faiblesse, etc. S'y ajoutent des signes tels que croix, cercles, étoiles, taches, etc. que l'auteur sépare en « bons » et « néfastes » (malins) et qui préciseraient l'analyse. À titre d'exemple, Cardan a publié le dessin très stylisé de huit cents visages, accompagnés de leur interprétation.
Les différents auteurs ayant repris à leur compte dans leurs ouvrages les principes de la métoposcopie ont bien sûr donné leurs propres analyses et interprétations : « Et ce qui me fait croire que la métoposcopie est tombé dans cette erreur, c'est qu'il y en a plusieurs qui n'ont pas approuvé la situation que les autres ont donné à ces planètes, ayant mis Vénus en la place du Soleil & transporté le Soleil et la Lune sur les deux sourcils & Mercure entre les deux. ». Reste qu'à partir des concepts créés ex nihilo c'est une monumentale technique de divination qui a été élaborée. « Chez Cardan, néanmoins, on serait bien en peine de trouver une technique sûre. Les marques elles-mêmes sont subtiles et surtout, à partir de quelques principes simples, entrent dans de vertigineuses combinatoires qui rendent l'ouvrage plus spéculatif qu'opératoire. ».
On chercherait vainement des exemples de prévisions probantes établies par cette méthode.

## Dans la Littérature
Dans son Tiers livre, Rabelais raconte avec humour comment Pantagruel, souhaitant se marier, décide de « consulter les sorts » pour ne point commettre d'erreur. Après plusieurs déconvenues il s'en va questionner un mage du nom de « Her Trippa » qui : « par art de Astrologie, Géomantie, Chiromancie, Métopomancie, et aultres de pareil farine, il predict toutes choses futures.[...] De première venue Her Trippa, le regardant en face dist « tu as la métoposcopie et physionomie d'un coqu, je dis coqu scandalé et diffamé. » »
Balzac s'inspire de la métoposcopie dans son roman Eugénie Grandet (1834) lorsqu'il décrit monsieur Grandet : « son front, plein de rides transversales, ne manquait pas de protubérances significatives. ». « Il resta de Cardan une sulfureuse réputation, celle qui fait courir son nom çà et là dans l’œuvre d’un Balzac. ».